# Dinko Vitezić
Dinko Vitezić (Vrbnik na Krku, 24. srpnja 1822. – Krk, 25. prosinca 1904.), hrvatski narodni preporoditelj istarskih Hrvata. odvjetnik i političar. Brat je krčkog biskupa dr Ivana Vitezića.
Doktorirao je pravo u Padovi. U vrijeme službovanja u Zadru ulazi u krug dalmatinskih preporoditelja oko M. Pavlinovića i M. Klaića te sudjeluje u osnivanju Matice dalmatinske, pokretanju Narodnog lista (Il Nazionale), otvaranju zadarske čitaonice i dr. Nakon povlačenja biskupa Jurja Dobrile, naistaknutiji je hrvatski djelatnik u političkom životu Istre. Prvi je predsjednik Družbe sv. Ćirila i Metoda za Istru, jedan od utemeljitelja Staroslavenske akademije u Krku i Hrvatske čitaonice u Vrbniku.
Dugo je godina predstavljao istarske Hrvate u Bečkom parlamentu.
Ustanovio je knjižnicu obitelji Vitezić zakladnim listom od 17. prosinca 1898. godine, kao ovršitelj oporuke svog brata Ivana Vitezića. Na ulazu u grad Vrbnik je tako sagrađen Hrvatski dom odnosno kako ga se još zvalo Vitezićev dom. Svečano je otvoren 4. kolovoza 1901. godine.